# Ландкерн
Ландкерн (њем. Landkern) општина је у њемачкој савезној држави Рајна-Палатинат. Једно је од 92 општинска средишта округа Кохем-Цел. Према процјени из 2010. у општини је живјело 930 становника. Посједује регионалну шифру (AGS) 7135051.

## Географски и демографски подаци
Ландкерн се налази у савезној држави Рајна-Палатинат у округу Кохем-Цел. Општина се налази на надморској висини од 410 метара. Површина општине износи 10,6 km². У самом мјесту је, према процјени из 2010. године, живјело 930 становника. Просјечна густина становништва износи 88 становника/km².